# Mimeusemia hedya
Mimeusemia hedya är en fjärilsart som beskrevs av Jordan 1939. Mimeusemia hedya ingår i släktet Mimeusemia och familjen nattflyn. Inga underarter finns listade i Catalogue of Life.